# Liste der Kulturdenkmale in Polkenberg
In der Liste der Kulturdenkmale in Polkenberg sind die Kulturdenkmale des Leisniger Ortsteils Polkenberg verzeichnet, die bis Mai 2023 vom Landesamt für Denkmalpflege Sachsen erfasst wurden (ohne archäologische Kulturdenkmale). Die Anmerkungen sind zu beachten.
Diese Aufzählung ist eine Teilmenge der Liste der Kulturdenkmale in Leisnig.

## Polkenberg
| Bild                                    | Bezeichnung | Lage                               | Datierung | Beschreibung | ID       |
| --------------------------------------- | ----------- | ---------------------------------- | --------- | --- | -------- |
| Direkt Bild zu diesem Denkmal hochladen | Häuslerhaus | Polkenberger Dorfstraße 25 (Karte) | Um 1800   | Kleines Wohnhaus mit intaktem Fachwerk-Obergeschoss, landschafts- und zeittypische Gestaltung von baugeschichtlichem und städtebaulichem Wert. Weitgehend original erhalten. Zweigeschossig, 3 × 2 Achsen, Erdgeschoss massiv und verputzt. Obergeschoss schlichtes Fachwerk mit Eckstreben, zweiriegelig mit gezapften Holzverbindungen. Abschluss des Hauses durch Krüppelwalmdach. Dieses kleine Fachwerkwohnhaus ist im Ort das einzige gut erhaltene Fachwerkwohnhaus, welches die ursprüngliche örtliche Bauweise dokumentiert, woraus sich dessen baugeschichtlicher Wert ableitet. | 09303818 |

## Tabellenlegende
- Bild: Bild des Kulturdenkmals, ggf. zusätzlich mit einem Link zu weiteren Fotos des Kulturdenkmals im Medienarchiv Wikimedia Commons. Wenn man auf das Kamerasymbol klickt, können Fotos zu Kulturdenkmalen aus dieser Liste hochgeladen werden:
- Bezeichnung: Denkmalgeschützte Objekte und ggf. Bauwerksname des Kulturdenkmals
- Lage: Straßenname und Hausnummer oder Flurstücknummer des Kulturdenkmals. Die Grundsortierung der Liste erfolgt nach dieser Adresse. Der Link (Karte) führt zu verschiedenen Kartendiensten mit der Position des Kulturdenkmals. Fehlt dieser Link, wurden die Koordinaten noch nicht eingetragen. Sind diese bekannt, können sie über ein Tool mit einer Kartenansicht einfach nachgetragen werden. In dieser Kartenansicht sind Kulturdenkmale ohne Koordinaten mit einem roten bzw. orangen Marker dargestellt und können durch Verschieben auf die richtige Position in der Karte mit Koordinaten versehen werden. Kulturdenkmale ohne Bild sind an einem blauen bzw. roten Marker erkennbar.
- Datierung: Baubeginn, Fertigstellung, Datum der Erstnennung oder grobe zeitliche Einordnung entsprechend des Eintrags in der sächsischen Denkmaldatenbank
- Beschreibung: Kurzcharakteristik des Kulturdenkmals entsprechend des Eintrags in der sächsischen Denkmaldatenbank, ggf. ergänzt durch die dort nur selten veröffentlichten Erfassungstexte oder zusätzliche Informationen
- ID: Vom Landesamt für Denkmalpflege Sachsen vergebene, das Kulturdenkmal eindeutig identifizierende Objekt-Nummer. Der Link führt zum PDF-Denkmaldokument des Landesamtes für Denkmalpflege Sachsen. Bei ehemaligen Kulturdenkmalen können die Objektnummern unbekannt sein und deshalb fehlen bzw. die Links von aus der Datenbank entfernten Objektnummern ins Leere führen. Ein ggf. vorhandenes Icon  führt zu den Angaben des Kulturdenkmals bei Wikidata.